# Black and White (альбом)
Black and White (с англ. — «Чёрное и белое») — третий студийный альбом The Stranglers, записанный в валлийской студии Rockfield Мартином Рашентом и выпущенный компанией United Artists Records 12 мая 1978 года. В июне 1978 года альбом поднялся до #2 в UK Albums Chart.

## История создания
Синглами из альбома вышли «Nice ’N’ Sleazy» (B-side: «Shut Up») и «Walk on By» (B-side: «Old Codger» — с приглашённым джазовым вокалистом Джорджем Мелли). Первый из них в мае 1978 года поднялся до #18 в UK Singles Chart, второй (в августе) — до #21.
Трек «Nice ’N’ Sleazy» был использован в Mouth to Mouth (c Эллен Пэйдж в главной роли), фильме Элисон Мюррей, получившем в 2005 году награду Grand Chameleon на Бруклинском международном кинофестивале.
Идея «Nice ’N’ Sleazy» (текст которой знаменует первую попытку группы создать «фирменную» мифологию), как рассказывал Жан-Жак Бёрнел, пришла к нему в Амстердаме, где они познакомились с Ангелами Ада.

### Музыкальный стиль
Пластинка (в которой только «Tank» и отчасти «Sweden» были выдержаны в стилистике двух первых альбомов) ознаменовала резкий переход группы от панк-рока к более сложной музыке с необычными аранжировкам («Curfew», в размере 7/6).

#### Тематика
В песнях «Enough Time», «Outside Tokyo», «Hey! (Rise of the Robots)» основной является тема Апокалипсиса (позже она получит развитие в альбоме The Gospel According to the Meninblack. «Tank», «Sweden», «Curfew» — социальная и антивоенная сатира. «Death and Night and Blood» — вариации на тему романа Юкио Мисимы «Исповедь маски» («Confessions of a Mask»). «Threatened» — (второе после «Ugly») рок-эссе Бёрнела на тему «эстетики уродства».

Часть текста «Threatened» возникла после одного разговора, когда кто-то заметил: «Взгляните на эту современную архитектуру, разве она не уродлива?» Я с этим не смог согласиться. Она не вызвала у меня никаких чувств: эти здания просто были передо мной, этот факт сам по себе оправдывал их существование… Отсюда строки: «Не думаю, что вещи могут быть красивыми или уродливыми/ Единственное, что можно сказать о той или иной вещи — это угрожает ли она так или иначе твоему существованию». — Ж.-Ж. Бёрнел в интервью NME.

## Список композиций
Слова и музыка всех песен — написаны группой The Stranglers.
| №  | Название                                  | Длительность |
| -- | ----------------------------------------- | ------------ |
| 1. | «Tank»                                    | 2:54         |
| 2. | «Nice ’N’ Sleazy»                         | 3:11         |
| 3. | «Outside Tokyo»                           | 2:06         |
| 4. | «Hey! (Rise of the Robots)»               | 2:47         |
| 5. | «Sweden (All Quiet on the Eastern Front)» | 2:13         |
| 6. | «Toiler on the Sea»                       | 5:23         |

| №                   | Название                            | Длительность |
| ------------------- | ----------------------------------- | ------------ |
| 1.                  | «Curfew»                            | 3:10         |
| 2.                  | «Threatened»                        | 3:30         |
| 3.                  | «In the Shadows»                    | 2:42         |
| 4.                  | «Do You Wanna»                      | 2:43         |
| 5.                  | «Death and Night and Blood (Yukio)» | 4:15         |
| 6.                  | «Enough Time»                       | 4:16         |
| Общая длительность: | Общая длительность:                 | 39:10        |

| №  | Название     | Длительность |
| -- | ------------ | ------------ |
| 1. | «Walk On By» | 6:17         |

| №                   | Название            | Длительность |
| ------------------- | ------------------- | ------------ |
| 1.                  | «Мean to Me»        | 1:50         |
| 2.                  | «Tits»              | 5:21         |
| Общая длительность: | Общая длительность: | 13:28        |

| №   | Название     | Длительность |
| --- | ------------ | ------------ |
| 13. | «Mean to Me» | 1:55         |
| 14. | «Walk On By» | 6:22         |
| 15. | «Shut Up»    | 1:07         |
| 16. | «Sveridge»   | 2:49         |
| 17. | «Old Codger» | 2:49         |
| 18. | «Tits»       | 5:25         |

## Участники записи
The Stranglers:
- Хью Корнуэлл — гитара, вокал (песни 1, 2, 3, 4, 5, 6, 9, 12)
- Жан-Жак Бёрнел — бас-гитара, вокал (песни 7, 8, 11)
- Дэйв Гринфилд — клавишные, вокал (песня 10)
- Джет Блэк — ударные

Приглашённые музыканты:
- Лора Лоджик (X-Ray Spex) — саксофон (песня «Hey!»)
- Джордж Мелли — вокал (песня «Old Codger»)
- Лью Льюис — гармоника (песня «Old Codger»)